# Newsbeuter
Newsbeuter est un agrégateur open-source de flux RSS/Atom en mode texte pour les systèmes Unix. Newsbeuter est le Mutt pour suivre les flux RSS. On peut constater une ressemblance entre les deux logiciels. La configuration se réalise via deux fichiers de configuration. L'un pour l'ajout et suppression de flux, l'autre pour la configuration du logiciel.

## Fonctionnalités
Newsbeuter est flexible et permet de nombreuses possibilités de configuration. Il permet la souscription RSS 0.9.x, 1.0, 2.0 et au flux Atom. Il est possible de trier les flux grâce à un système de tag. Il y a la possibilité de supprimer automatiquement des articles. Il intègre un langage de filtre qui permet une grande flexibilité pour filtrer les items d'un flux par auteur par exemple. Il permet la synchronisation d'un compte bloglines.com, il permet l'importation et l'exportation au format OPML, ainsi que le téléchargement de podcasts. Il permet de modifier tous les raccourcis claviers.